# Poulton-with-Fearnhead
Poulton-with-Fearnhead – civil parish w Anglii, w hrabstwie ceremonialnym Cheshire, w dystrykcie (unitary authority) Warrington. W 2011 roku civil parish liczyła 16 751 mieszkańców.